# Ісраель Роках
Ісраель Ро́ках (івр. ישראל רוקח; 31 грудня 1886, Яффа — 13 вересня 1959, Тель-Авів) — ізраїльський політичний та державний діяч, депутат Кнесету та мер Тель-Авіва з 1936 року по 1953 рік.